# Voskevan
Voskevan es una localidad del raión de Noyemberyan, en la provincia de Tavush, Armenia, con una población censada en octubre de 2011 de 1256 habitantes. 
Se encuentra ubicada al norte de la provincia, a poca distancia del río Debet —afluente del río Kurá— y de la frontera con Georgia y Azerbaiyán.